# 卡尼斯高地
卡尼斯高地（英語：Canis Heights）是南極洲的山嶺，位於帕爾默地，處於戴耶高原西側，由英國南極名稱諮詢委員會命名，現時由南極條約體系管理。
70°26′S 66°19′W / 70.433°S 66.317°W